# Nana Anima Wiafe-Akenten

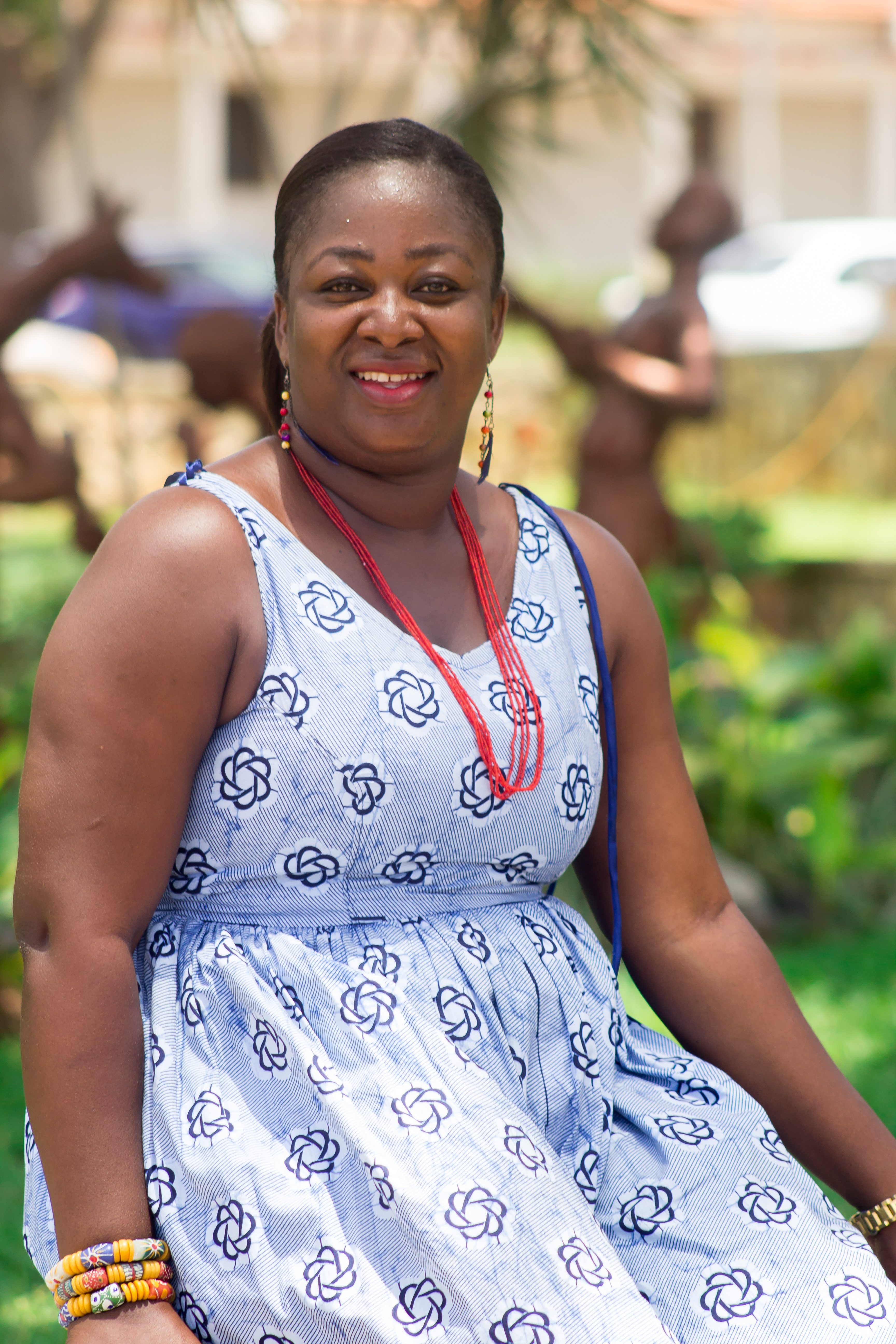
Nana Anima Wiafe Akenten, 2019

Nana Anima Wiafe-Akenten (* 20. Jahrhundert) ist eine ghanaische Linguistin und Hochschullehrerin. Sie ist Leiterin der Akan-Nzema-Abteilung des College of Languages Education am Ajumako-Campus der University of Education, Winneba. Sie promovierte als erste Person in Twi, einer Varietät des Akan.

## Leben und Werk
Wiafe-Akenten besuchte von 1991 bis 1993 die St. Roses Secondary School in Akwatia und studierte dann an der University of Ghana. Sie erwarb dort 1995 einen Bachelor of Arts in Lingustik und Theaterwissenschaften. Sie erhielt dann einen Master-Abschluss in Philosophy in Ghanaian Language Studies.
Bei Ghana Television (GTV) war sie von 2003 bis 2013 Nachrichtensprecherin auf Twi und hatte dort von 2008 bis 2010 eine Sondersendung über die Tradition und Kultur Amammerefie. Sie arbeitete auch als Leiterin von Akan News und Radio Universe.
Sie promovierte dann 2017 bei Kwesi Yankah und Kofi Agyekum mit einer in Twi verfassten Dissertation: Mɔfɔ-sentatek ne sohyiɔ-pragmatek mpɛnsɛmpɛnsɛnmu fa radio ne tv so mmɛ bi ho: „akɔmfo bɔne sɛ mose kuro no mmɔ a, …“ (Die morpho-syntaktische und sozio-pragmatische Analyse der in Radio und Fernsehen verwendeten Sprichwörter: ...). Sie befasste sich darin mit der Analyse von Wortbedeutungen und den Beziehungen zwischen ihnen. Alle Zitate aus der englischen Sprache übersetzte sie ins Twi, damit sie die exakte Bedeutung des Zitats haben.
Wiafe-Akenten unterrichtet Phonetik der Akan, Sprachgebrauch in den Medien, Übersetzung, Interpretation, schriftliche Akan-Literatur, mündliche Akan-Literatur und Ethnographie des Sprechens.
Sie forscht zur Ethnographie der Kommunikation und zum Mediendiskurs. Mediendiskurs bezeichnet Interaktionen, die mündlich oder schriftlich über eine Sendeplattform stattfinden und sich an einen nicht anwesenden Leser, Zuhörer oder Zuschauer richten. Außerdem beschäftigt sie sich mit Medienlinguistik. Sie hat sich auch intensiv mit der kulturellen Bedeutung von Namenszeremonien in der ghanaischen Gesellschaft befasst.
Wiafe-Akenten gründete die Language Watch Foundation, damit der Gebrauch vulgärer Sprache im Radio eingeschränkt wird. Um Menschen in Twi-Schreibfähigkeiten, Wortwahl, öffentlichem Reden, der Verwendung von Twi-Sprichwörtern und Tabuwörtern zu schulen, gründete sie das Nananom Language and Media Centre.
Wiafe-Akenten heiratete den Professor für Psychologie an der University of Ghana, Charles B. Wiafe-Akenten, mit dem sie vier Kinder bekam. Ihr Sohn Michael Wiafe-Kwagyan ist Dozent am Institut für Pflanzenwissenschaften der University of Ghana.